# Biblioteca Palatina (Parma)
Die Biblioteca Palatina di Parma ist eine öffentliche Bibliothek im Zentrum von Parma. Sie befindet sich im Inneren des Palazzo della Pilotta.

## Geschichte

### Frühgeschichte
Der Palazzo della Pilotta beherbergte ursprünglich die Privatbibliothek der Familia Farnese. Nachdem der einzige Sohn von Odoardo II. Farnese im Alter von zwei Jahren verstarb, ging die Erbfolge zunächst auf Odoardos ledige Brüder Francesco (Herzog von 1694–1727) und Antonio (Herzog von 1727–1731) über. Erst nach dem Tod von Antonio Farnese wäre Odoardos Tochter Elisabetta, Gattin des spanischen Königs Philipp V., die direkte Erbin gewesen. Diese nahm das Herzogtum allerdings nicht an, wie es im Serapeum behauptet wird, sondern gab es an ihren Sohn Karl III. weiter, der es 1731 fünfzehnjährig übernahm. Vier Jahre später wurde Karl III. im Wiener Präliminarfrieden von 1735 das Königreich Neapel und Sizilien als Sekundogenitur übertragen und er ließ im Zuge seiner Übersiedelung nach Neapel auch die umfangreiche Privatbibliothek der Familie dorthin überstellen. Heute wird sie als Teil der Farnesischen Sammlungen ausgestellt.

### 18. Jahrhundert
Die Geschichte der Biblioteca Palatina beginnt am 1. August 1761, als Paolo Maria Paciaudi, ein Theatiner aus Turin, durch Philipp, Herzog von Parma zu deren Bibliothekar und Archivar ernannt wurde. Die Einrichtung einer Bibliothek war Teil eines umfangreichen kulturellen Projekts, zu dem Guillaume Du Tillot den Herzog angeregt hatte.
Paciaudi unternahm nach seiner Ernennung zunächst ausgedehnte Reisen zu verschiedenen Bibliotheken in Italien und Frankreich, wo er sich deren Methoden zur Katalogisierung und Aufstellung erklären ließ und mehrere tausend Bücher für die Palatina ankaufte. Paciaudis Bemühungen, die Bibliothek des 1761 verstorbenen Kardinals Domenico Silvio Passionei sowie jene der Familie Pertusati zu erwerben, schlugen jedoch fehl. Letztere sollte später die Grundlage für die Biblioteca Nazionale Braidense in Mailand werden.

Im Jahr 1762 kehrte Paciaudi schließlich nach Parma zurück und begann, die erworbenen Bücher in die sieben Kategorien Theologie, Nomologie, Philosophie, Geschichtswissenschaft, Philologie, Freie Künste, Handwerkskunst aufzuteilen. Anstatt jedoch diese Kategorien zur Strukturierung eines traditionellen Bandkatalogs zu verwenden, entschied sich Paciaudi für einen Zettelkatalog und machte die Biblioteca Palatina zur ersten italienischen Bibliothek, die dieses neuartige System zur Katalogisierung nutzte.

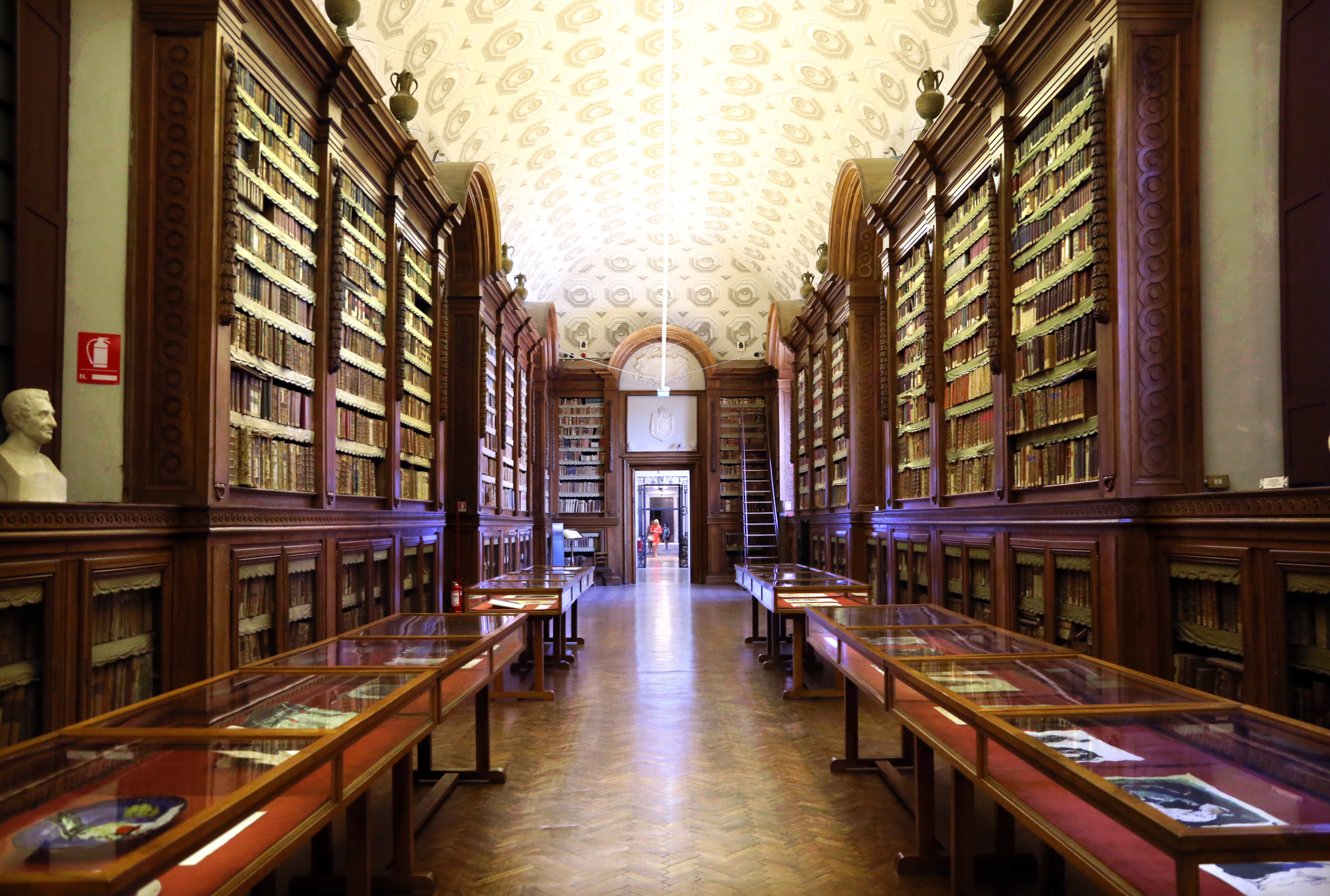
Galleria Petitot in der Biblioteca Palatina

Parallel zu diesen Vorbereitungen entwarf der französische Architekt Ennemond Alexandre Petitot Regale für den Lesesaal (heute nach ihrem Gestalter die Galleria Petitot), die im Stil des Neoklassizismus gehalten sind und die von Paciaudi erworbenen Bücher beherbergen sollten. Auch die Entwürfe für die Fresken stammen von Petitot, wurden nach dessen Tod jedoch von Drugmann fertiggestellt.
1765 starb Herzog Philipp, der das Projekt begonnen hatte, ohne die feierliche Eröffnung erlebt zu haben, die erst vier Jahre später unter Philipps Sohn Ferdinand stattfinden sollte. Unter den Ehrengästen befand sich auch Kaiser Joseph II.
Im Jahr 1774 trat Paciaudi, wohl als Reaktion auf die Feindseligkeiten Herzog Ferdinands, zugunsten des Benediktiners Andrea Mazza in den Ruhestand. Mazza wurde jedoch nach vier Jahren wieder entlassen, Otto Hartwig zufolge sogar „verjagt“, und Paciaudi wieder eingesetzt.
Nach Paciaudis Tod übernahm Ireneo Affò Leitung der Bibliothek und erhielt die Genehmigung für die Einrichtung eines weiteren Lesesaals. Er ließ einen Teil der Bibliothek in die Galleria dell'Incoronata verlagern, in der zuvor die Gemäldesammlung der Familie Farnese untergebracht war.

### 19. Jahrhundert
Unter der Herrschaft von Marie-Luise von Österreich begann im Jahr 1818 wurde die Bibliothek, nun Biblioteca Ducale genannt, besonders gefördert. Neben dem Erwerb der Bibliotheken von Bartolomeo Gamba und Francesco Albergati Capacelli erwirkte Marie-Luise auch den Kauf der Sammlung des Orientalisten Giovanni Bernardo De Rossi, die über 1000 wertvolle Hebraica umfasst. Auch die typografische Sammlung des Buchdruckers Giambattista Bodoni, die ca. 90.000 Kupferstiche von Paolo Toschi und seinen Schülern enthält, konnte in diesen Jahren erworben werden.

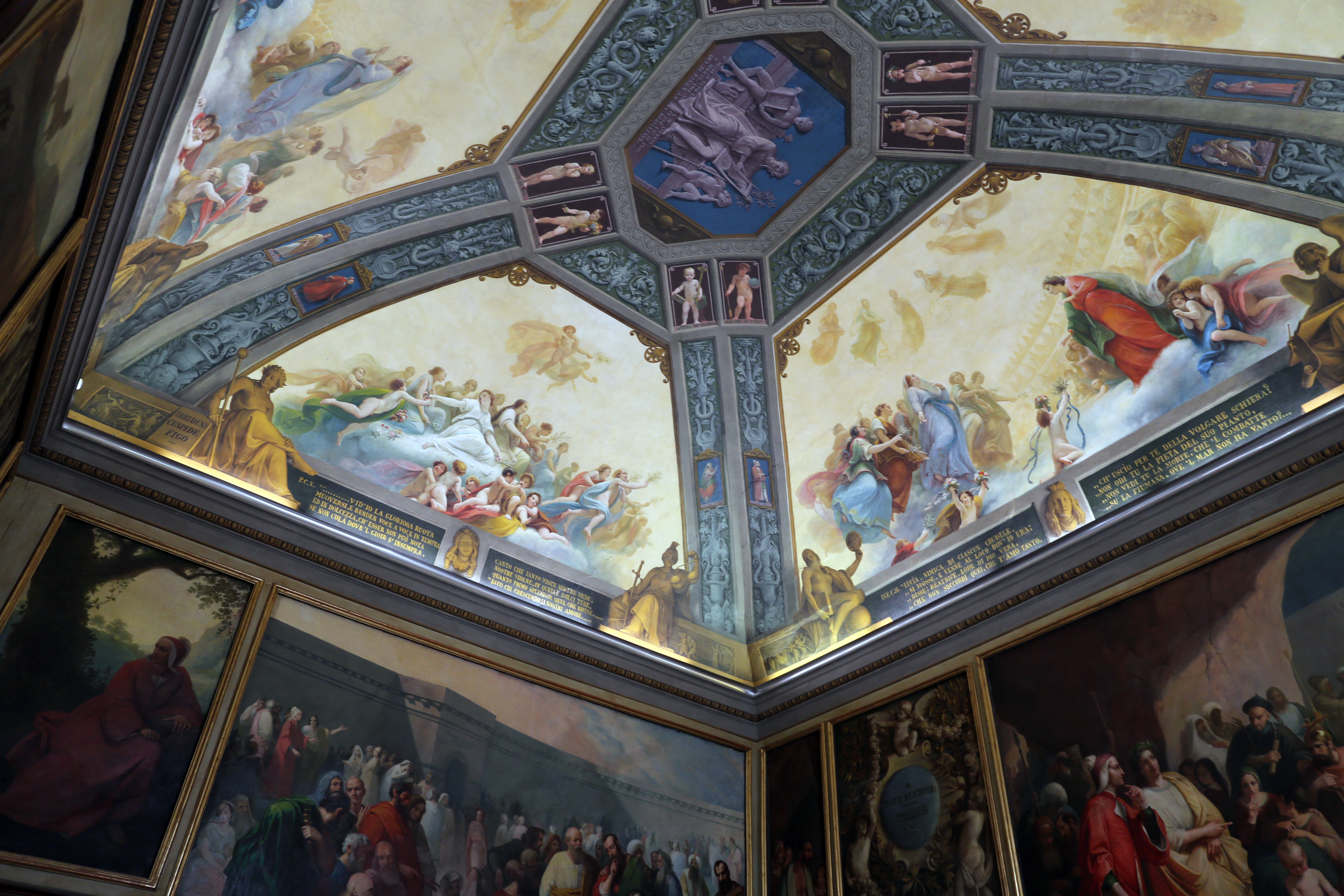
Dante-Saal der Biblioteca Palatina (gestaltet von Francesco Scaramuzza)

Für die De-Rossi-Sammlung wurde eigens ein neuer Lesesaal gebaut und mit Fresken von Giovanni Battista Borghesi verziert. Wenig später entstand der Salone Maria Luigia. Zusätzlich erhielt Pezzana als Oberbibliothekar einen eigenen geheizten Raum, der von Francesco Scaramuzza mit Szenen aus Dante Alighieris Göttlicher Komödie verziert wurde und heute nach den Fresken Sala Dante heißt. Auf der Nordwand des Raumes sind Dante und Vergil mit den verstorbenen Dichtern zu sehen, auf der Westwand eine Allegorie der göttlichen Barmherzigkeit mit Märtyrerinnen Lucia und Beatrix. Unter jedem Bild findet sich in goldenen Buchstaben die entsprechende Textstelle aus der Göttlichen Komödie.
Pezzana änderte auch die Paciaudi geschaffene Systematik und reduzierte sie auf fünf große Kategorien. Von der ursprünglichen Ordnung blieben nur Theologie und Geschichtswissenschaft übrig, während die restlichen Kategorien im Bereich „Wissenschaft und Kunst“ zusammengefasst wurden. Dass der Belletristik und der Rechtswissenschaft je eine der neuen Kategorien gewidmet wurde, zeugt vom wachsenden gesellschaftlichen Interesse an diesen Gebieten.
1848 führte die Vertreibung des damaligen Herzogs Karl II. aus Parma zur Gründung einer provisorischen Regierung, die den Jesuitenorden aufheben ließ und 12.000 Bände aus dessen Besitz an die Biblioteca Palatina übergab.
Als sich Parma den Vereinigten Provinzen von Mittelitalien anschloss, wurde die Biblioteca Palatina zu einer primär bibliographischen Einrichtung umfunktioniert. Neben einer Bibliotheksgeschichte entstand zu dieser Zeit auch ein Katalog der Manuskriptsammlung, die unter Odorici neu geordnet worden war. Nach dem Tod Roberts I. ging auch die umfangreiche Bibliothek der Herzöge von Bourbon-Parma an die Palatina, die sich damals als Nationalbibliothek bezeichnen durfte. Im Jahr 1889 wurde die Bibliothek um eine Abteilung für Musikalien erweitert.

### 20. Jahrhundert
Im frühen 20. Jahrhundert ließ der damalige Bürgermeister von Parma das Gebäude niederreißen, in dem die De-Rossi-Sammlung untergebracht war. Angrenzend an den Salone Maria Luigia wurde ein neuer Raum errichtet, der dem niedergerissenen in seinen Maßen exakt entsprach und die Wiederverwendung der kompletten Einrichtung ermöglichte. Dies war jedoch nicht die einzige Sparmaßnahme, mit der die Bibliothekare in den Kriegsjahren konfrontiert waren. Neben der Aufkündigung zahlreicher Abonnements von angesehenen Fachzeitschriften musste die Palatina über hundert wertvolle Manuskripte an andere italienische Bibliotheken abgeben, darunter an die staatlichen Archive in Parma und Lucca.
Das faschistische Regime unter Benito Mussolini ließ strenge Regeln für die Führung der Bibliothek aufstellen, denen sich der damalige Bibliothekar Pietro Zorzanello widersetzte, was seine Versetzung zur Folge hatte. Ihm folgte Giovanni Masi, der die Bibliothek während des Zweiten Weltkriegs leitete. Britische Bombenanschläge im Frühjahr 1944 führten dazu, dass ca. 21.000 Bände sowie der Großteil der Räumlichkeiten zerstört wurden. Masi leitete den Wiederaufbau der Bibliothek, die 1952 durch Maria Teresa Danieli Polidori wieder eröffnet wurde.

### 21. Jahrhundert
Ab 2000 bemühte sich die Biblioteca Palatina vermehrt um die digitale Verfügbarkeit ihrer Kataloge und Bestände. 2009 wurde unter Andrea De Pasquale eine Webseite eingerichtet, die von dessen Nachfolgerin Sabina Magrini weitergeführt und zuletzt im Februar 2015 umfassend erneuert wurde. Im Rahmen des Projekts Internet Culturale veranlasste die Bibliothek die Digitalisierung ihrer Sammlung von Judaica sowie verschiedener lokaler Zeitungen.

## Bibliothekare
Die Biblioteca Palatina war in ihrer Geschichte stark von dem jeweiligen historischen und politischen Kontext abhängig, der oft nicht nur die Verteilung von Fördergeldern entschied, sondern auch auf die Wahl der Bibliotheksleitung Einfluss nahm. Unter anderem wurde sie vom Jesuiten Matteo Luigi Canonici (1798–1805) und vom Romanisten Carlo Frati (1915–1918) geleitet.